# Pterostylis depauperata
Pterostylis depauperata là một loài thực vật có hoa trong họ Lan. Loài này được F.M.Bailey miêu tả khoa học đầu tiên năm 1891.